# Mihail Sorbul
Mihail Sorbul (Pseudònim de Mihail Smolski) (Botoşani, 16 d'octubre 1885 - Bucarest, 20 de desembre 1966 va ser un autor dramàtic d'entreguerres.

## Obra dramàtica
- Patima roşie
- Letopiseţi
- Dezertorul
- Prăpastia
- Praznicul calicilor
- A doua tinereţe